# 灵山大佛
31°25′55″N 120°5′29″E / 31.43194°N 120.09139°E

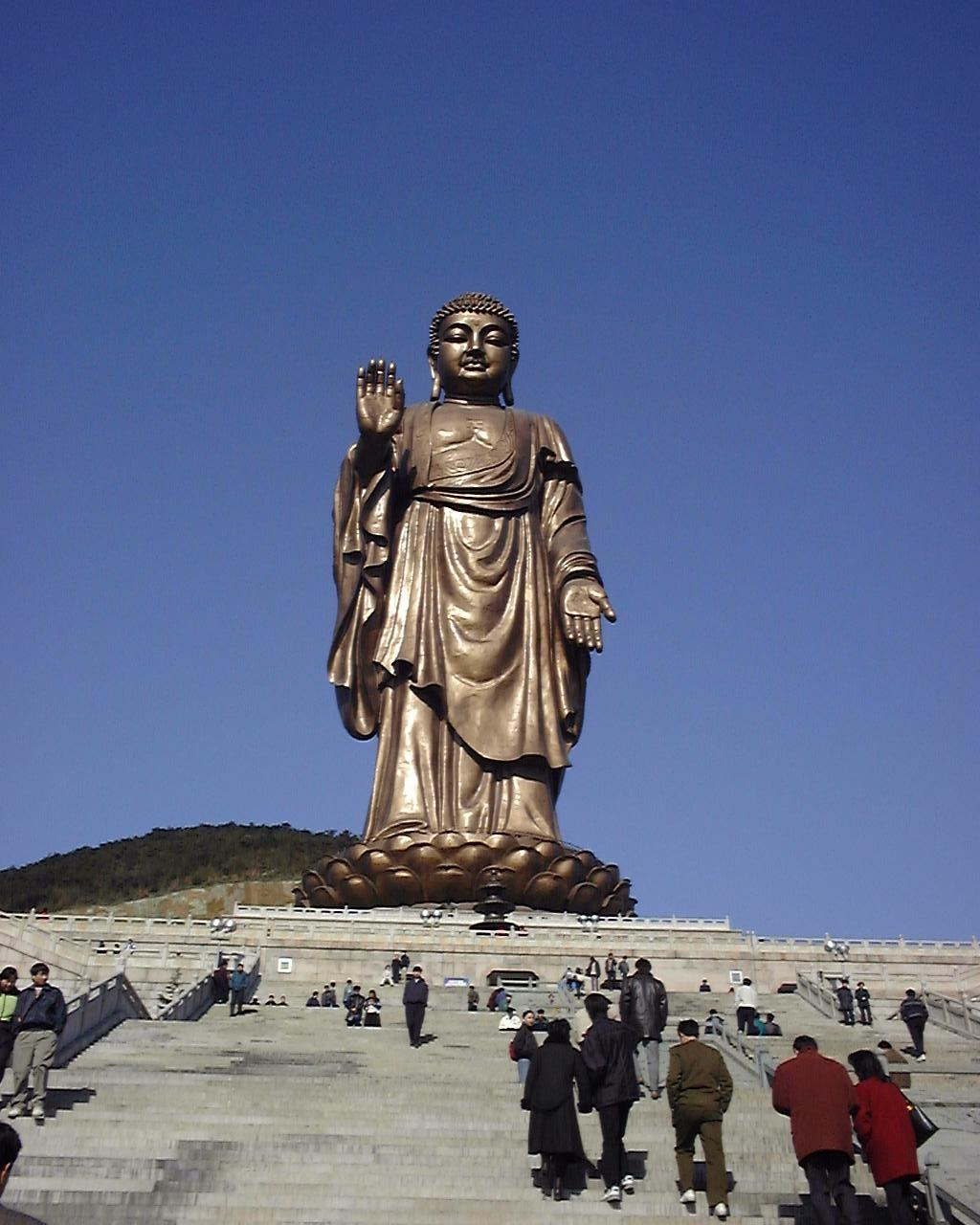
灵山大佛

灵山大佛，位于江苏省无锡市滨湖区，位於太湖之北濱。
灵山大佛，高88米，用青铜700余吨，由南京晨光集团吴显林负责设计、雕塑。
该地区为国家5A级旅游景区，带动了一系列“灵山产业”，如灵山食品厂（生产素食）、灵山蔬食馆、灵山香烛工艺制品公司等。

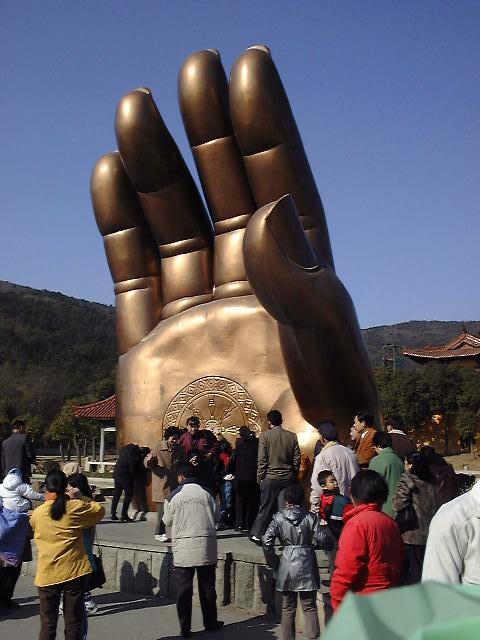
灵山大佛同比例的大手

## 歷史
1994年4月20日，奠基。
1997年4月3日，大佛圆顶。同年11月15日，开光。

## 簡介
灵山大佛在興建的一開始就采取寺院跟公司合作的方案。並不是由佛教信众捐款。

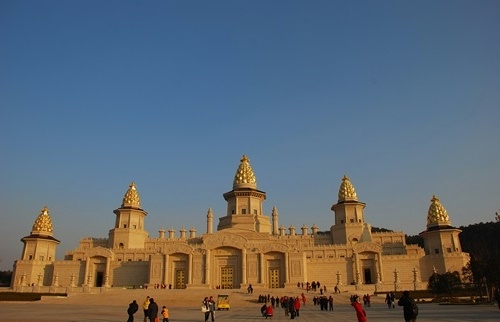
灵山梵宫

## 地位
21世纪以来，无锡灵山已不再仅以旅游朝拜胜地而闻名，并且还在中国佛教乃至世界佛教中享有较高名誉和地位。

### 世界佛教论坛

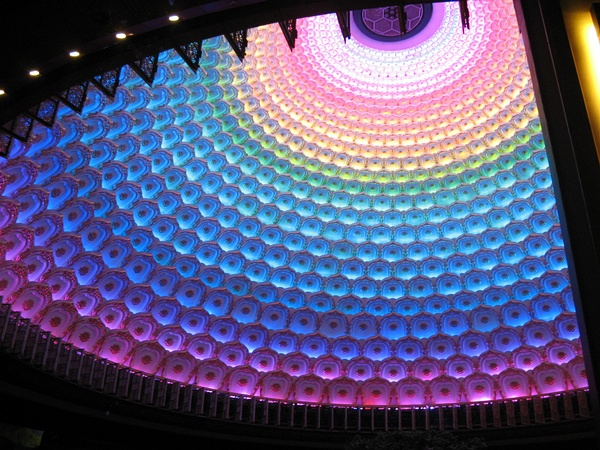
梵宫天顶，中国大陆地区主会场

2009年3月28日至4月1日，第二届世界佛教论坛在无锡马山镇灵山、台北两地召开。论坛分别于3月28日至3月30日在江苏无锡、3月31日至4月1日在台湾台北召开。3月28日在灵山梵宫举行开幕式，有近50个国家和地区的1000多位高僧大德、专家学者和知名人士出席3月28日在无锡举行的论坛开幕式。这一论坛将开启海峡两岸佛教界携手共办国际会议的先例，也是继2006年首届世界佛教论坛之后，首次以民间形式跨两岸共同举办的大型国际性宗教多边论坛。来自论坛组委会的数据表明，共有全球50多家新闻媒体的243位记者报名采访第二届世界佛教论坛。美联社、路透社、新华社、《人民日报》等海内外媒体都派出记者，采访报道第二届世界佛教论坛的盛况。
2012年4月27日，中国佛教协会会长传印长老在香港宣布，江苏无锡灵山将作为世界佛教论坛永久会址。